# 史蒂夫·伯恩
史蒂夫·伯恩（英語：Stephen R. Bourne，1944年1月7日—），生於英國，著名電腦科學家，為Bourne shell的作者。

## 生平
於英國倫敦國王學院取得數學碩士學位，於劍橋大學三一學院取得數學博士學位。畢業後，他在劍橋大學電腦實驗室（University of Cambridge Computer Laboratory），協助發展ALGOL 68的編譯器。隨後，他加入貝爾實驗室的Version 7 Unix研發小組。1977年，他創作的Bourne shell伴隨著Version 7 Unix一同出現。除了Bourne shell外，他還創作了 adb除錯器，與The Unix System 這本書。2000年至2002年，擔任計算機協會主席。